# Cylinder (Iowa)
Cylinder es una ciudad situada en el condado de Palo Alto, en el estado de Iowa, Estados Unidos. Según el censo de 2010 tenía una población de 88 habitantes.

## Geografía
Según la Oficina del Censo de los Estados Unidos, la localidad tiene un área total de 0,18 km², la totalidad de los cuales 0,18 km² corresponden a tierra firme.

## Demografía
Según el censo de 2010, había 88 personas residiendo en la localidad. La densidad de población era de 488,89 hab./km². Había 44 viviendas con una densidad media de 244,44 viviendas/km². El 98,86% de los habitantes eran blancos y el 1,14% pertenecía a dos o más razas. 